# HMCS Eastview
HMCS Eastview (K665) – kanadyjska fregata z okresu II wojny światowej, jedna ze 135 zbudowanych jednostek typu River. Okręt został zwodowany 17 listopada 1943 roku w stoczni Canadian Vickers w Montrealu, a do służby w Royal Canadian Navy wszedł 3 czerwca 1944 roku z numerem burtowym K665. Podczas działań wojennych HMCS „Eastview” uczestniczył w eskorcie 13 konwojów. Jednostka została wycofana ze służby 17 stycznia 1946 roku i sprzedana w roku następnym, a jej kadłub zatopiono jako falochron w 1948 roku u brzegów wyspy Vancouver.

## Projekt i budowa
Projekt okrętu powstał na skutek konieczności budowy jednostek eskortowych przeznaczonych do ochrony konwojów o lepszych parametrach od korwet typu Flower, budowanych masowo w początkowym okresie II wojny światowej. Bazując na rozwiązaniach konstrukcyjnych tych ostatnich, inżynier William Reed zaprojektował jednostki znacznie dłuższe, szersze, wyposażone w siłownię o większej mocy z dwiema śrubami (lecz nadal była to maszyna parowa, znacznie tańsza od nowocześniejszych turbin parowych), co w konsekwencji spowodowało wzrost zasięgu, dzielności morskiej, prędkości i ilości przenoszonego uzbrojenia. Wykorzystanie cywilnych metod budowy i podzespołów dało możliwość masowej i taniej produkcji okrętów nawet w małych stoczniach, w wyniku czego powstało aż 135 fregat typu River. Nowy typ jednostki zwalczania okrętów podwodnych był pierwszym, który został sklasyfikowany jako fregata.
HMCS „Eastview” zbudowany został w stoczni Canadian Vickers w Montrealu. Stępkę okrętu położono 26 sierpnia 1943 roku, a zwodowany został 17 listopada 1943 roku .

## Dane taktyczno-techniczne
Okręt był oceaniczną fregatą, przeznaczoną głównie do zwalczania okrętów podwodnych. Długość całkowita wynosiła 91,8 metra (86,3 metra między pionami), szerokość 11,2 metra i zanurzenie maksymalne 3,89 metra . Wyporność standardowa wynosiła pomiędzy 1310 a 1460 ton, a pełna 1920–2180 ton . Okręt napędzany był przez dwie maszyny parowe potrójnego rozprężania o łącznej mocy 5500 KM, do których parę dostarczały dwa trójwalczakowe kotły Admiralicji . Dwuśrubowy układ napędowy pozwalał osiągnąć prędkość 20 węzłów . Okręt zabierał maksymalnie zapas 646 ton mazutu, co zapewniało zasięg wynoszący 7200 Mm przy prędkości 12 węzłów (lub 5400 Mm przy prędkości 15 węzłów) .
Uzbrojenie artyleryjskie jednostki składało się z podwójnego zestawu dział uniwersalnych kal. 102 mm (4 cale) QF HA Mark XVI L/45 . Uzbrojenie przeciwlotnicze składało się z 8 działek automatycznych Oerlikon kal. 20 mm Mark II/IV L/70 (dwóch podwójnych i czterech pojedynczych) . Broń ZOP stanowiły: miotacz Hedgehog oraz osiem miotaczy i dwie zrzutnie bomb głębinowych (z łącznym zapasem do 150 bg) . Wyposażenie radioelektroniczne obejmowało radary Typ 268, 272, 275, 291 oraz sonary .
Załoga okrętu składała się z 140 oficerów, podoficerów i marynarzy .

## Służba
Okręt wszedł do służby w Royal Canadian Navy 3 czerwca 1944 roku, otrzymując numer taktyczny K665. Podczas wojny jednostka uczestniczyła w eskorcie 13 konwojów: HX-308 (wrzesień 1944 roku), ON-259 (październik), HX-316, ON-267 (listopad), HX-324 (grudzień), ON-275 (grudzień 1944 roku – styczeń 1945 roku), SC-165 (styczeń), ONS-42 (luty), HX-342 (marzec), ON-293 (marzec – kwiecień), HX-350 (kwiecień), ON-301 (maj) i HX-358 (maj – czerwiec) .
W 1944 roku wzmocniono uzbrojenie przeciwlotnicze jednostki, instalując w miejscu dwóch pojedynczych działek kal. 20 mm dwa podwójne zestawy tego kalibru (od tego momentu fregata była uzbrojona w 10 działek Oerlikon kal. 20 mm Mark II/IV L/70 (cztery podwójne i dwa pojedyncze)  .
Jednostka została wycofana ze służby 17 stycznia 1946 roku i sprzedana 13 grudnia 1947 roku. Kadłub został zatopiony jako falochron w 1948 roku u brzegów wyspy Vancouver.